# 危機一髪真由美ちゃん
『危機一髪真由美ちゃん』（ききいっぱつまゆみちゃん）は、サンリツ電気が開発し、有限会社ビクトリーが発売したアーケード用脱衣麻雀である。1988年3月リリース。

## 作品概要
パスワードコンティニュー機能がついている、脱衣対象とする衣類をプレイヤーが選択できるなど、ゲームシステムに対する新しい試みも見られる。
本作の最大の特徴は対戦相手である真由美のグラフィックにある。脱衣麻雀における脱衣要素は通常、プレイヤーを惹きつけるご褒美画像であるが、本作ではグラフィックに対する評価は極めて悪かった。
サンリツ電気は同年、アーケード向け脱衣麻雀『美少女キネマ』を発売するが、本作同様に女の子のグラフィックに対する評価は悪かった。結局はこれらの作品を最後にアーケード脱衣麻雀から撤退することとなった。

## ゲームシステム
- 2人打ち、アリアリ、ウラあり、槓ドラあり、槓ウラあり。
- 最初の持ち点＋合計加失点が0点以下になればゲームオーバー。
- CPUのツモ和了がりによってゲームオーバーになる場合、プレイヤーが聴牌していればラストチャンス（伏せ牌から1枚選んで当たり牌なら和了がれる）を行える。
- 後述の「脱衣状況」「貯金金額」「POINT」は、ゲームオーバー時に表示されるパスワード（7桁の数字）を記録することで、次のゲームに引き継げる。

（）

## 脱衣シーン

### 前半
プレイヤーが上がった場合、その和了がり点数相当の価格の衣類1枚を脱がせることが可能となる。一度の上がり点数で脱がせることができないような高額の衣類を脱がせるために今回の和了がり点数を貯金しておき、次の和了がり時に合算した点数で衣類を脱がせることも可能である。
例えば、3,900点の手を上がった場合、ジャンパー（1,000点）を脱がせることが可能となる。上がり点数とジャンパーの価格には2,900点分の差があるが、この点数は貯金されず消え去ってしまう。仮にジャンパーを脱がせずに貯金した場合、次局で1,500点の手を上がると、前局の和了がりと合わせて5,400点までの衣類である、ジャンパーあるいはセーター（5,000点）を脱がせることが可能となる。もちろん、より高額の衣類を脱がせるために貯金することも可能である。
対戦相手が和了がると、和了がり点数にかかわらずそれまでに脱がせた衣類のうち、最も高額の衣類を身に着けてしまう。貯金残高は据え置きとなる。
| 衣類       | 価格     | 備考                                               |
| ---------- | -------- | -------------------------------------------------- |
| ジャンパー | 1,000点  |                                                    |
| セーター   | 5,000点  | ジャンパーを脱がないと外目には変わらない           |
| スカート   | 8,000点  |                                                    |
| カミソール | 10,000点 | ジャンパー、セーターを脱がないと外目には変わらない |
| パンスト   | 12,000点 |                                                    |
| ブラジャー | 16,000点 | ジャンパー、セーターを脱がないと外目には変わらない |
| パンティー | 24,000点 | スカートを脱がないと外目には変わらない             |

### 後半
上がり点数に応じた脱衣の権利以外に、高い役（満貫以上）を上がった場合に得られる「POINT」と呼ばれる要素がある。満貫以上で和了がると+1加算される。このPOINTは対戦相手の和了がりなどによって減算されることはなく、ゲームオーバー後もパスワードによって値を引き継ぐことができる。
このようにして獲得したPOINTが10ポイント以上になると、ゲーム開始時に10ポイント消費することで前述の脱衣シーンとは異なる脱衣シーンを見ることが可能となる。このモードでは、全裸の真由美が手足6か所（左右の手首、足首、膝）をロープで縛られた状態となり、プレイヤーが和了がるたびにどのロープを引っ張るかを選択できるようになっている。手首を引っ張ると胸元を隠している手が胸から離れ、膝を引っ張ると股が開くといった演出となる。